# 夏庄街道
夏庄街道是中国山东省青岛市城阳区下辖的一个街道。

## 行政区划
夏庄街道下辖夏塔路社区、马家台社区、贾家营社区、李家曹村社区、杏杭社区、张家沙沟社区、丹山社区、彭家台社区、华阴社区、李家沙沟社区、史家泊子社区、刘家营社区、云头崮社区、王家泊子社区、太和社区、辛家曹村社区、西石沟社区、瑞云社区、东黄埠社区、南屋石社区、中黄埠社区、郝家营社区、崔家沟社区、西黄埠社区、东古镇社区、罗圈涧社区、源头社区、冷家沙沟社区、太平庄社区、安乐社区、少山社区、新民社区、寺后社区、刘家小水社区、王家曹村社区、东张家庄社区、上山色峪社区、秦家小水社区、上蜜蜂社区、中曹村社区、下蜜蜂社区、南坡社区、河崖社区、青峪社区、兰山社区、西宅子头社区、东宅子头社区、后古镇社区、前古镇社区、下山色峪社区、天泰城社区、夏庄村。